# 利奥尼
利奥尼（義大利語：Lioni），是意大利坎帕尼亞大區阿韦利诺省的市镇。面积46.17平方公里，人口数量为6,141人（2018年） ，人口密度130人/平方公里。ISTAT代码为064044。

## 旅游
- Monti Picentini公園
- Sanctuary of San Gerardo Maiella
- Abbey of San Guglielmo al Goleto